# Raphaël Gérard
Raphaël Gérard (sinh ngày 17 tháng 10 năm 1968) là một chính khách người Pháp của La République En Marche (LREM), người đã là thành viên của Quốc hội Pháp từ năm 2017, nơi ông đại diện cho khu vực bầu cử thứ tư của Charente-Maritime.

## Tuổi thơ và giáo dục
Năm 1992, Gérard lấy bằng tốt nghiệp Lịch sử nghệ thuật tại École du Louvre, với chuyên ngành về biểu tượng cổ xưa và Cơ Đốc giáo, sau đó một năm sau đó trong ngành Khảo cổ học. Năm 2002, ông tiếp quản công ty quản lý Musée de Montmartre ở Paris, nơi ông đã sản xuất một số triển lãm lớn, như một hồi tưởng đầu tiên dành cho Théophile Alexandre Steinlen vào năm 2005. Năm 2006, ông gia nhập nhóm LVMH và bộ phận di sản của Nhà sản xuất thân cây Louis Vuitton nơi ông chịu trách nhiệm cho các triển lãm quốc tế.
Năm 2012, Gérard chuyển đến phía nam Charente-Maritime, ở Lonzac, và chịu trách nhiệm về các hoạt động di sản và văn hóa của Hennessy.

## Đời tư
Gérard đã kết hôn. Vào ngày 20 tháng 6 năm 2018, nhân dịp trình bày báo cáo của mình về cuộc chiến chống phân biệt đối xử chống LGBT ở nước ngoài, đã công khai là người đồng tính.
Vào ngày 12 tháng 3 năm 2020, Gérard đã được thử nghiệm dương tính với Covid-19. Vào ngày 14 tháng 3 năm 2020, ông được chăm sóc đặc biệt.